# Arroyo Yatay
El arroyo Yatay es un curso de agua de la provincia de Corrientes, Argentina, perteneciente a la cuenca hidrográfica del río Uruguay y recorre 45 kilómetros .
El mismo nace en el bañado del mismo nombre, y recibe como afluentes a los arroyos Curuzú Pucú y Herrera, que desaguan los bañados homónimos. Su cuenca se encuentra íntegramente en el departamento de Paso de los Libres y en sus orillas se encuentran el sitio histórico donde se desarrolló la Batalla de Yatay durante la Guerra de la Triple Alianza (1865-1870) y el monumento a la Paz y Amistad de los Pueblos. Desemboca en el río Uruguay en la ciudad de Paso de los Libres.
- Datos: Q5706040